# Кобдо (сомон, Увс)
Ховд (Кобдо) (монг.: Ховд) — сомон аймаку Увс, Монголія. Площа 2,7 тис. км², населення 3,3 тис. Центр сомону селище Хухтолгой лежить за 1531 км від Улан-Батора, за 195 км від міста Улаангом.

## Рельєф
Гори Хархираа (4037 м), Бураат (2575 м), Іх Буурал (2445 м), Йолин шил, озера Ачит, Шаазгай, долина річки Ховд. Річки Хар уух, Мааньт, Хушуут, Теел.

## Клімат
Клімат різко континентальний. Щорічні опади в горах 300 мм, в долинах 60—100 мм середня температура січня −22°-23°С, середня температура липня +14°+18°С. Ґрунти в основному лісові, чорнозем. На низинах ґрунти болотисті.

## Природа
Водяться вовки, лисиці, тарбагани, дикі кози, аргалі, корсаки, манули, зайці.

## Корисні копалини
Сомон багатий на кам'яне вугілля, дорогоцінне каміння, хімічну та будівельну сировину.

## Соціальна сфера
Є школа, лікарня, сфера обслуговування.